# مكون متمم 6
المكون المتمم 6 (بالإنجليزية: Complement component 6)‏ هو بروتين في جسم الإنسان يتم ترميزه بواسطة جين C6
هذا البروتين يشارك في النظام التكاملي الوقائي للجهاز المناعي في جسم الإنسان الذي يستخدم لتحطيم نوع من الخلايا الحاملة للفيروسات
من خلال مشاركة كل من C5b,C6,C7,C8,C9 في تكوين معقد هجوم غشائي membrane attack complex [الإنجليزية]
الأشخاص المصابين بنقص عنصر التكامل 6 معرضين للإصابة بأضرار الفيروسات البكتيرية أكثر من غيرهم
1. ↑  مذكور في: Ensembl Release 87. معرف إنزمبل جين: ENSG00000039537. تاريخ النشر: ديسمبر 2016.
2. 1 2 3 4 5 6 7  مذكور في: ensembl Release 106. معرف إنزمبل جين: ENSG00000039537.
3. ↑  مذكور في: يونيبروت. الوصول: 6 يوليو 2017. معرف يونيبروت: P13671. لغة العمل أو لغة الاسم: الإنجليزية.
4. 1 2  مذكور في: NCBI Gene. الوصول: 15 مايو 2022. معرف جين أنتريه: 729.
5. 1 2 3  مذكور في: HomoloGene build68. معرف هومولوجين: 47. تاريخ النشر: 9 أبريل 2014.
6. ↑  "Orthologous MAtrix".
7. 1 2 3 4 5 6 7 8 9 10  "Bgee". اطلع عليه بتاريخ 2024-06-07.